# 与那国馬
与那国馬（よなぐにうま）は、八重山列島の与那国島（沖縄県八重山郡与那国町）で飼育されてきたウマの一品種である。また日本在来馬8馬種のひとつで、1969年3月25日に与那国町の天然記念物に指定されている。

## 特徴
体高はおよそ110-120 cmと小型で、ポニーに分類される。毛色は鹿毛が中心である。

## 歴史
与那国馬の来歴は明らかではないが、日本最西端の離島である与那国島に生息するため、他品種との交配や品種改良が行われることがなく、その系統がよく保たれてきた。また、1939年には、馬匹改良を目的として日本在来馬と洋種馬の交配を推進する種馬統制法が施行されたが、与那国島はその施行区域から除外されたために交雑を免れた。
与那国馬は、与那国島で古くから、農耕、農作物や薪の運搬、乗用などに活躍してきた。飼い主は「ウブガイ」と呼ばれる木製の頭絡（とうらく）を自作してつけたり、馬の耳に「耳印」と呼ばれる切込みを入れて、自分の馬を区別した。また、琉球王国の時代から太平洋戦争中まで、沖縄の伝統の馬乗り競技である琉球競馬に用いられていた。
しかし、農機具や自動車の普及などによりその役割を失い、1975年には59頭にまで減少した。同年に与那国馬保存会が設立され、保存と増殖への取り組みが始められた結果、2018年には約130頭に回復している。

## 現状

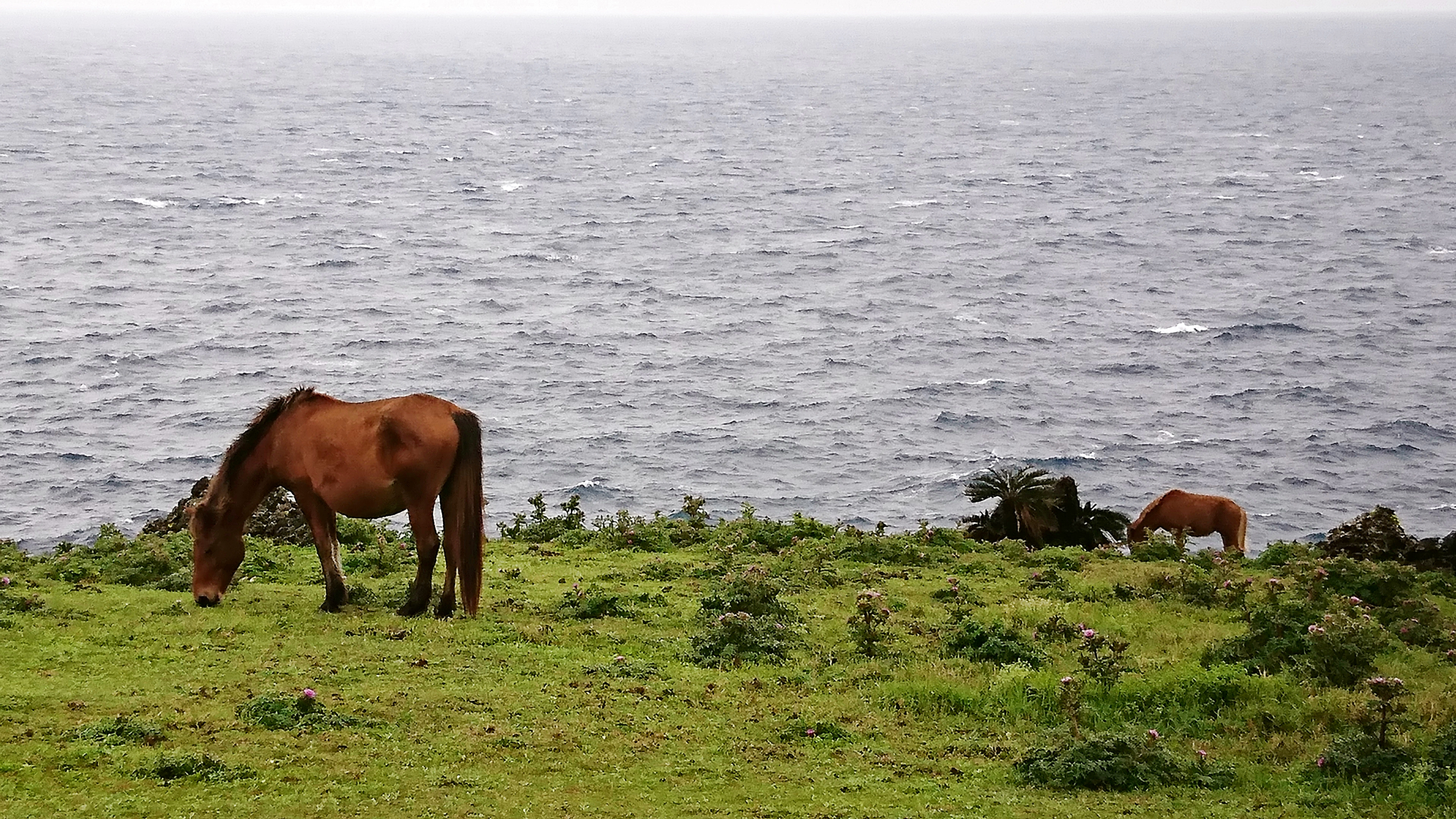
東シナ海と与那国馬

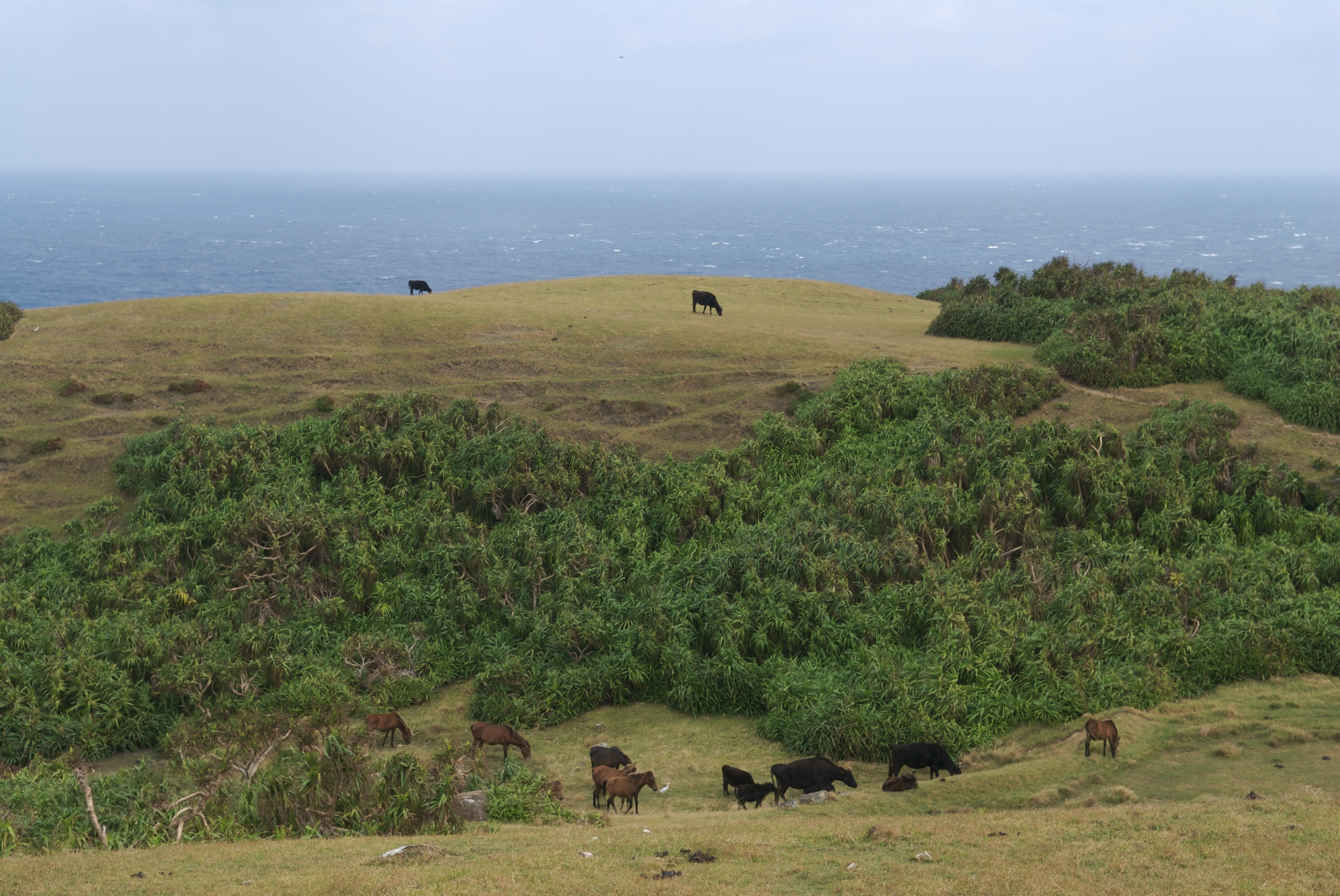
東牧場の与那国馬

農耕馬としての需要はないため、主として観光用に利用される。人なつこい性格を活かして動物療法にも利用されている。一方で人や車を恐れないことから道路上に居座って交通を妨げることがあり、住民が利用する与那国生活路線バスや与那国駐屯地のトラックが立ち往生する事もある。
与那国島内では、北牧場および東牧場等で集団で飼育されている。また、久宇良にはヨナグニウマふれあい広場、祖内には『風馬』与那国馬倶楽部（旧与那国馬ゆうゆう広場）等がある。
島外では、以下の動物園・牧場等で飼育されており、一部では展示されていたり、乗馬が可能である。
- 家畜改良センター 十勝牧場（河東郡音更町）[11]
- 恩賜上野動物園（東京都台東区）[3]
- 馬の博物館 ポニーセンター（神奈川県横浜市） - 1頭[12][13]
- 三島市立公園楽寿園（静岡県三島市） - 2頭[5][14]
- 伊豆ホースカントリー 与那国馬ふれあい牧場（静岡県伊東市）[15]
- もとぶ元気村（沖縄県国頭郡本部町）[16]
- 沖縄こどもの国（沖縄県沖縄市） - 2頭[17]
- うみかぜホースファーム（沖縄県南城市）[18]
- 久米島馬牧場（沖縄県島尻郡久米島町（久米島）） - 6頭[19]
- 石垣島馬広場（沖縄県石垣市（石垣島））[20]
- ブルーヘイズ農場（東京都大島町（伊豆大島））